# Голконда (фортеця)

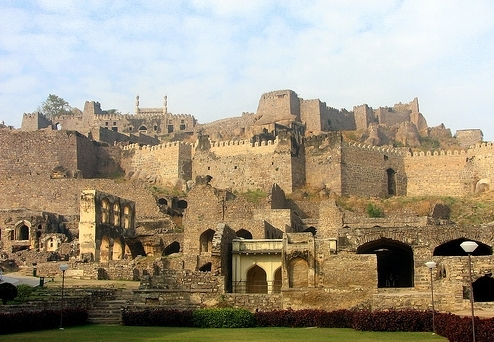

17°23′00″ пн. ш. 78°24′15″ сх. д. / 17.383336111111° пн. ш. 78.404169444444° сх. д.
Ґолконда — древня індійська фортеця, розташована в 11 км на захід від центру міста Хайдарабад в штаті Телангана. З 1512 по 1687 рік вона була столицею однойменного султанату. Зараз в межах міста.
Комплекс добре зберігся і розташований на гранітному пагорбі висотою 120 м. Ґолконда складається з чотирьох різних фортець, що містять в загальному рахунку 87 бастіонів, деякі з яких досі забезпечені гарматами. Крім них, в фортецях є вісім воріт, чотири підйомних мости, безліч аристократичних палат, залів, храмів, мечетей, сховищ, стаєнь тощо. Одна з фортець раніше служила як державна в'язниця і скарбниця британсько-індійської васальної держави Хайдарабад.